# رومان نتاماك
رومان نتاماك (مواليد 1 مايو 1999) هو لاعب اتحاد رغبي فرنسي يلعب في ستاد تولوزيان ومنتخب فرنسا.

## وصلات خارجية
- رومان نتاماك عل موقع إسبنسكروم (الإنجليزية)
- رومان نتاماك على موقع ItsRugby.co.uk (الإنجليزية)